# Amandla (ANC)
Amandla är ANC:s kulturgrupp grundad i Angola under slutet av 1970-talet  med trombonisten Jonas Gwangwa i ledning. Syftet var att stödja frigörelsegrupper i exil. Amandla uppmärksammade globalt orättvisorna kring Apartheid genom sina uppträdanden vilket ledde till att ett flertal projekt startades där livsnödvändiga varor donerades och utbildningsmöjligheter försågs till drabbade.  
ANC trodde redan från början mycket på Amandla och ensemblen har senare betraktats av som ett av de mest framgångsrika initiativen till att bekämpa Apartheid. Majoriteten av medlemmarna i ensemblen var unga soldater och ANC trodde så starkt på vikten av det kulturella inflytandet att de som önskade att lämna gruppen blev nekade. 
Produktionen tar publiken igenom Sydafrikansk historia och kultur, från förkolonial tid till Nelson Mandela. Under tio års tid turnerade Amandla världen över med sin produktion. Några av de länder ensemblen besökte var Australien, Brasilien, Sverige, Ryssland och Tanzania.
I samband med Nelson Mandelas frigivelse under slutskedet av Apartheid 1990 valde kulturgruppen att slå sig ner i Zimbabwe där de fick ekonomisk hjälp av bland annat Departementet för konst och kultur (DAC), styrd av ANC-medlemmar, för att kunna fortsätta med sin verksamhet.
Gwangwa fortsätter idag att leda och regissera Amandla utifrån den originalproduktion som de turnerade med under 1980-talet. Med sina uppträdanden strävar de efter att inspirera kommande generationer sydafrikaner samt att påminna om den diskriminerande politiken som mörkhyade utsattes för under apartheid.
Den 12 april 2008 medverkade Amandla i en manifestation för internationell solidaritet som modern samhällskraft i Norrmalmskyrkan i Stockholm. Gruppen, som när det begav sig bestod av 30 personer, hade under manifestationen samlat runt 12 av de som medverkade i Amandla under 1980-talet.
Under december 2015 satte Gwangwa, för första gången någonsin, upp produktionen i Sydafrika. Visningarna hölls på State Theatre i Johannesburg den 4 och den 5 december 2015. I samband med detta uppträdande skrev Gwangwa i ett uttalande publicerat av SAMRO (South African Music Rights Organisation) att ensemblen inte strävar efter att trivialisera dagens samhällsproblem genom att lyfta fram dåtiden, utan att inspirera genom att applicera den smärtan i ett globalt och samtida sammanhang.
Namnet Amandla kommer från språket zulu och betyder ”styrka”. 